# Rubus waddellii
Rubus waddellii är en rosväxtart som beskrevs av David Elliston Allen. Rubus waddellii ingår i släktet rubusar, och familjen rosväxter. Inga underarter finns listade i Catalogue of Life.